# 銅鑼灣（摩頓台）巴士總站

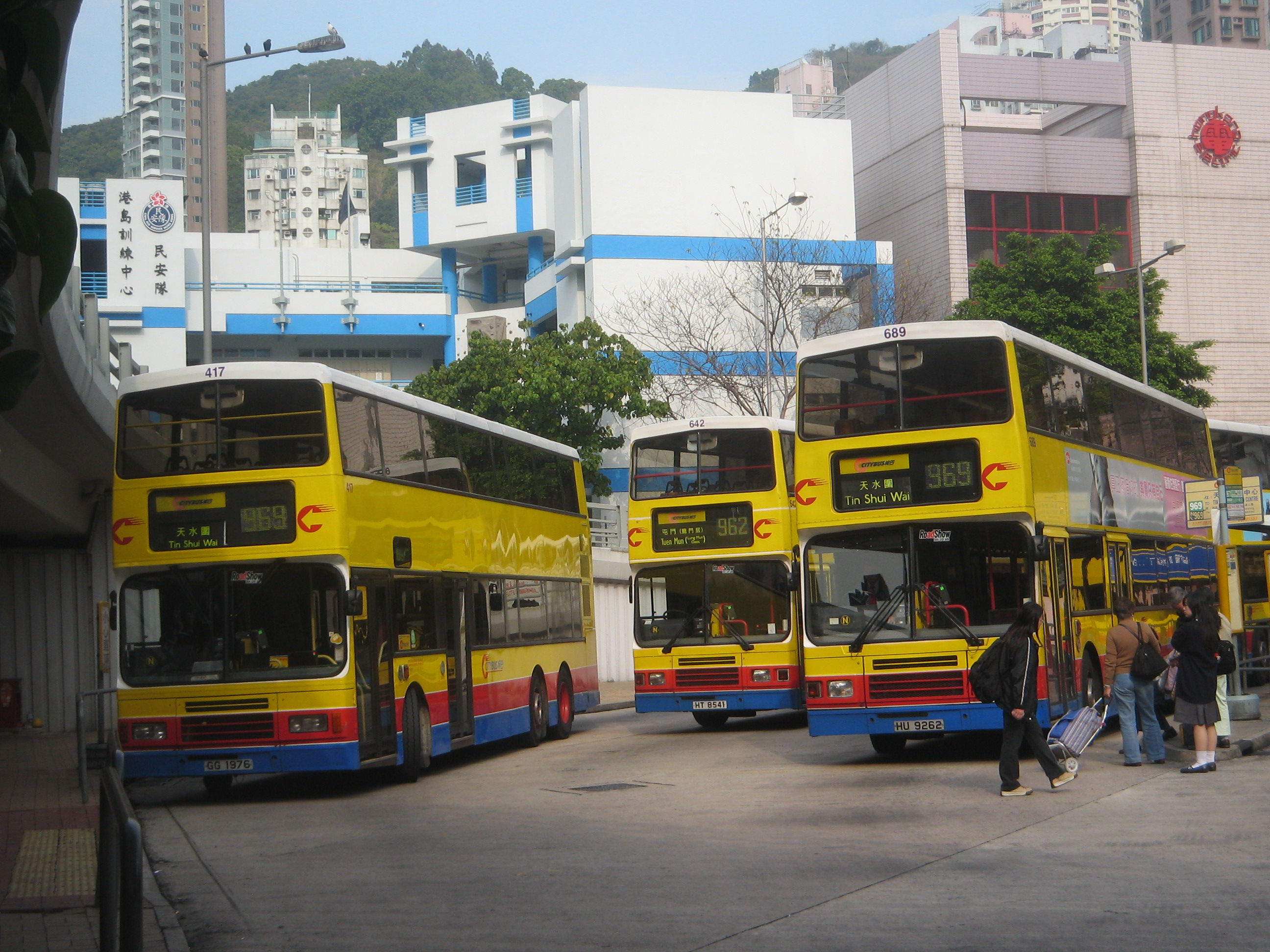
城巴新界西北線

銅鑼灣（摩頓台）巴士總站（英語：Causeway Bay (Moreton Terrace) Bus Terminus）是香港灣仔區銅鑼灣最大的巴士總站，有17條巴士路線（全數由城巴營運），全站設有南、北兩翼，城巴港島區內線以南翼為總站，而城巴新界西路線則以北翼為總站。位於近摩頓台的銅鑼灣道。
該巴士總站於早期設於摩頓台的路邊，後來在興建摩頓台天橋時，順便在天橋邊的空地建造一個正式的巴士總站，並於1982年啟用。

## 港島之樞紐

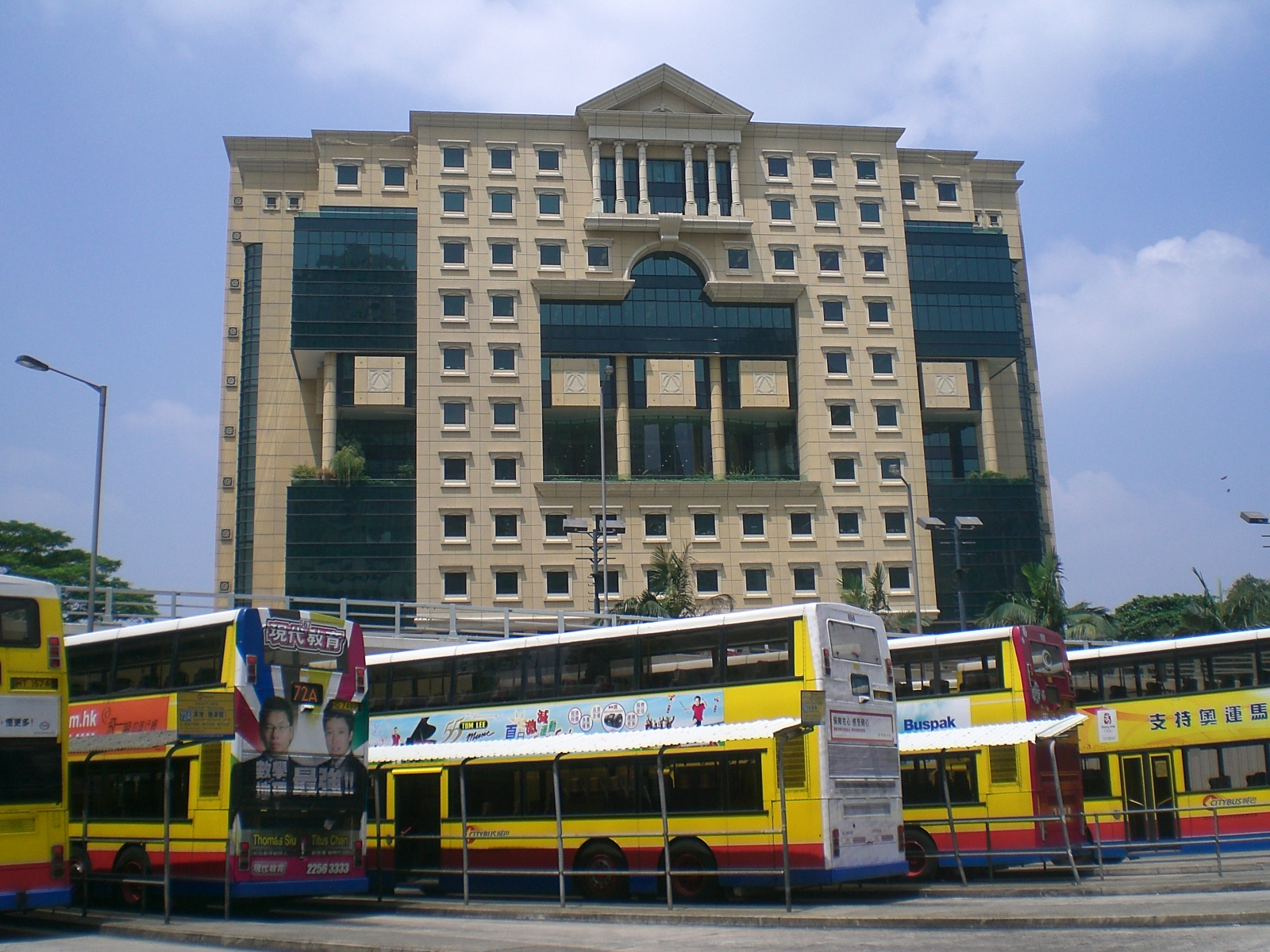
該巴士站是大坑及銅鑼灣的主要巴士總站，位於香港中央圖書館的後方。

銅鑼灣（摩頓台）巴士總站現在是多線從新界西往香港島的終點站，而南區的巴士線亦多以此站為終點。

## 歷史
- 1975年8月4日:中巴72線投入服務。

- 1980年12月15日:中巴76線投入服務。（1985年5月24日開始以摩頓台為總站，已於2015年8月17日起縮短至邊寧頓街。）

- 1982年5月17日:中巴72A線投入服務。

- 1982年11月16日:中巴92線投入服務（現已取消）。

- 1987年2月18日:中巴96線投入服務（現已取消）。

- 1992年3月1日:中巴592線投入服務。

- 1997年10月18日:城巴969線投入服務。

- 1998年6月1日:城巴962線投入服務。

- 1998年7月6日:城巴A11線投入服務（而同年12月20日遷入天后站，而2001年，該綫與A12綫進行大型重組，A11綫延長至北角碼頭巴士總站(2016年遷至北角碼頭公共運輸交匯處）及城巴N11線投入服務（2006年8月22日遷入港澳碼頭）。

- 1998年8月10日:城巴969P線及城巴N969線投入服務。

- 1998年12月21日:城巴962P線投入服務。

- 1998年12月25日:城巴N962線投入服務。

- 1999年7月26日:城巴962S線投入服務。（2022年7月25日更改編號為952P線）

- 2003年10月27日:城巴967X線投入服務。

- 2004年8月23日:城巴962B線投入服務。（2022年7月25日更改編號為952線）

- 2017年8月27日:城巴930X線由灣仔北遷入此站。

- 2019年9月22日:城巴N930線投入服務。

- 2019年9月29日:城巴962N線投入服務。（2022年7月25日更改編號為N952線）

- 2021年8月16日:城巴969N線投入服務。

- 2021年12月13日:城巴930B線投入服務。

- 2023年8月14日:城巴962G線由金鐘西遷入此站。

## 車坑分佈
| 車坑分佈（以入口最左邊起計） | 車坑分佈（以入口最左邊起計） | 車坑分佈（以入口最左邊起計）                          |
| 車坑編號                     | 車坑寬度                     | 路線                                                  |
| ---------------------------- | ---------------------------- | ----------------------------------------------------- |
| 1                            | 單坑                         | 城巴72線                                              |
| 2                            | 雙坑                         | 城巴592線、過海隧道巴士N930線、N952線、N962線、N969線 |
| 3                            | 單坑                         | 城巴72A線、過海隧道巴士967X線                         |
| 4                            | 單坑                         | 過海隧道巴士952線、952P線（落客）、962線              |
| 5                            | 單坑                         | 過海隧道巴士962G線、962X線、962P線（落客）            |
| 6                            | 單坑                         | 過海隧道巴士930X線、969線、969P線（落客）             |

## 總站路線資料

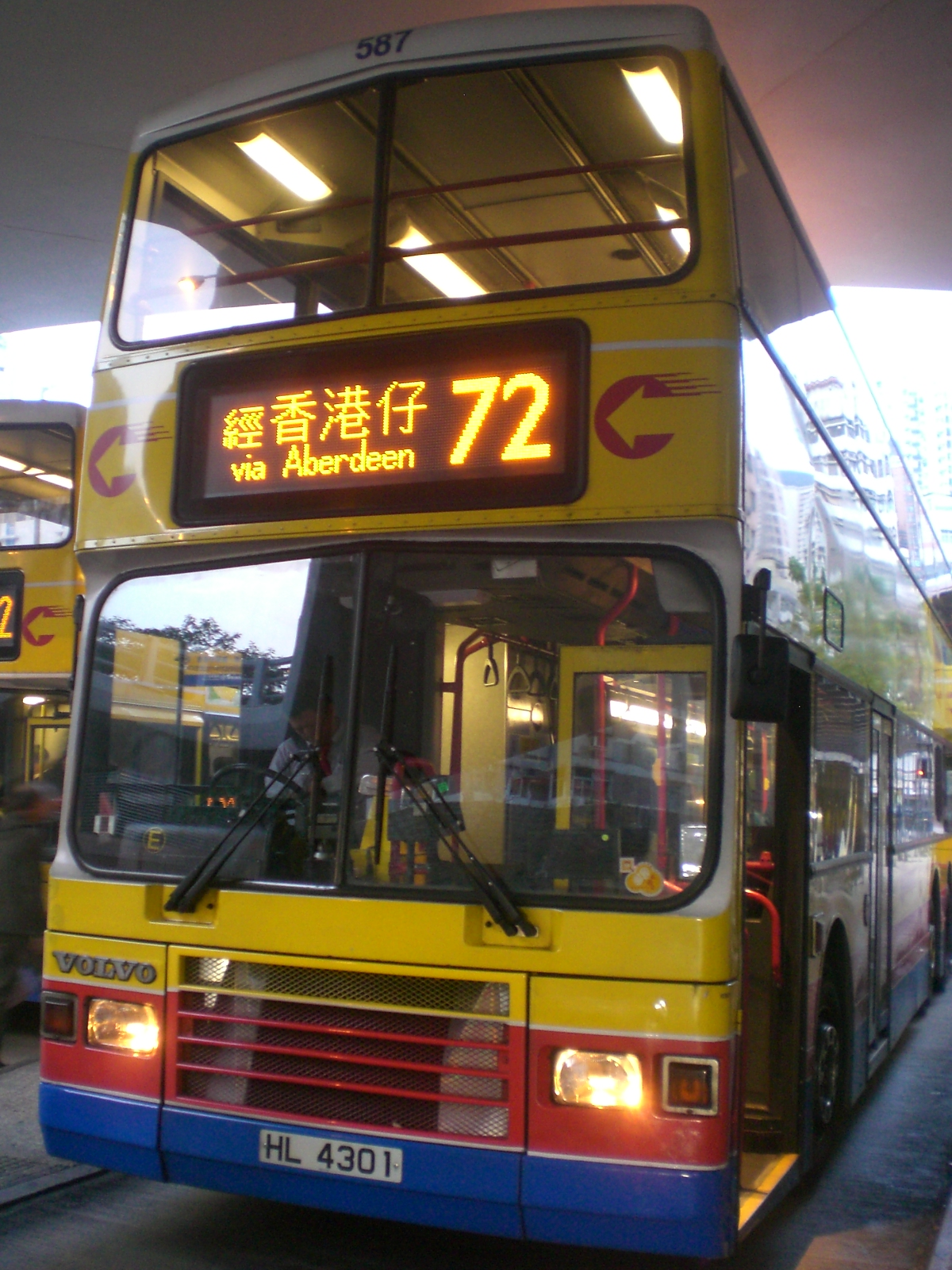
城巴72線巴士

### 城巴72線
- 華貴 ↔ 銅鑼灣（摩頓台）

1975年8月4日投入服務，當時往來香港仔至銅鑼灣，是香港仔第一條前往銅鑼灣的巴士路線，最初兩邊總站是設於香港仔大道和銅鑼灣，途經黃竹坑、南風道、黃泥涌峽道及司徒拔道，更繞經黃竹坑邨。1982年3月15日，香港仔隧道通車，本線隨即改行香港仔隧道，最初香港仔隧道服務時間不長，本線在香港仔隧道關閉後仍然途經南風道和司徒拔道，直至香港仔隧道延長服務時間後，便正式於1984年12月20日起全日改經香港仔隧道。1991年4月22日起配合華貴邨入伙而延長至該處，1993年9月1日改由城巴接辦，是第一批由中巴手上接辦的26條城巴路線之一。接辦當天起不再繞經黃竹坑邨，改由72A及72B提升至全日服務，服務原有黃竹坑邨的乘客。

### 城巴72A線

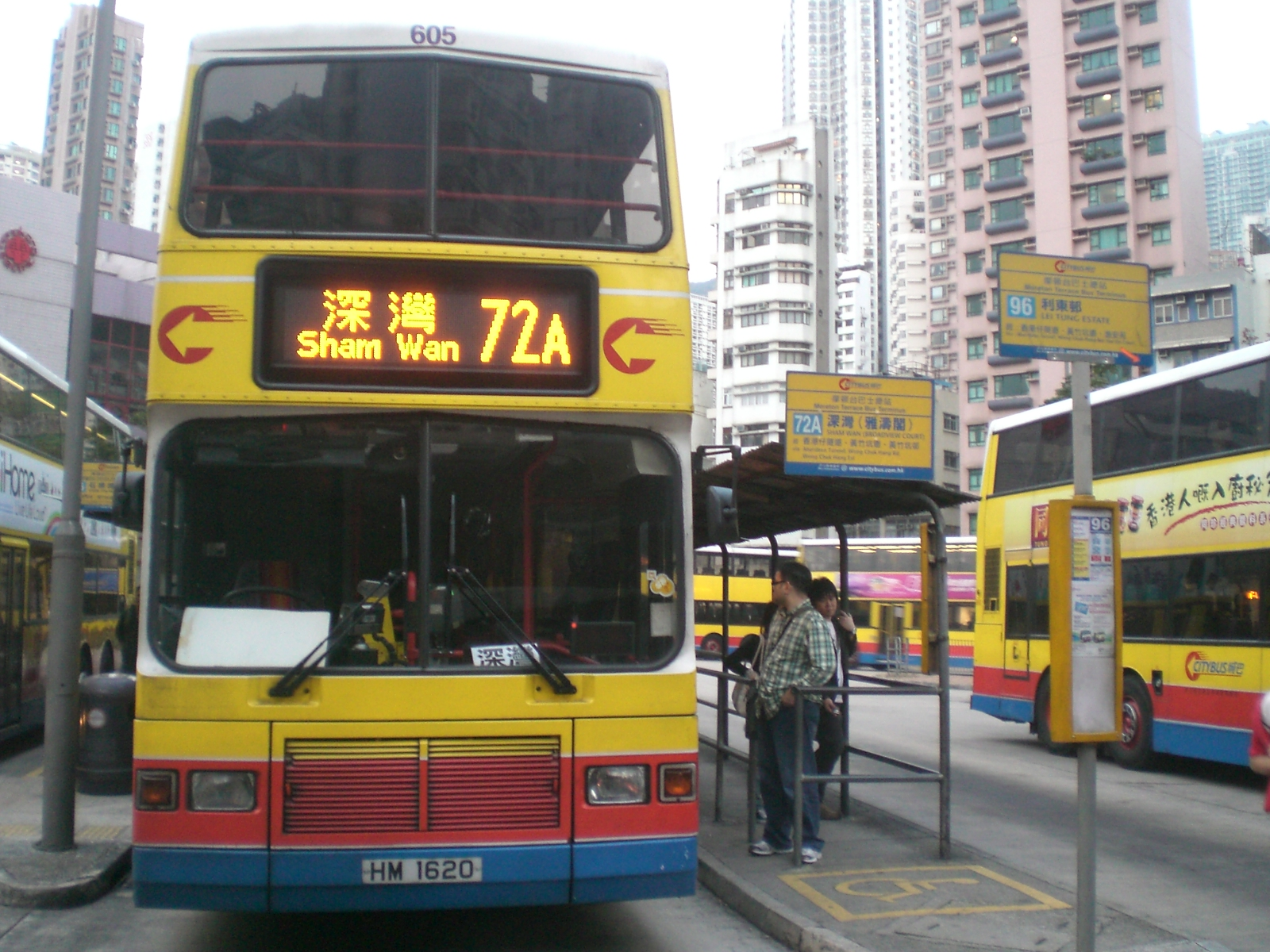
城巴72A線巴士

- 深灣 ↔ 銅鑼灣（摩頓台）

1982年5月17日投入服務，當時由中巴經營，初時袛於平日早上提供服務，以輔助72線，期間72號線不駛入黃竹坑邨。1993年9月1日改由城巴接辦，並提升至平日全日服務，取代72號線於黃竹坑邨的服務，是城巴第一批由中巴手上接辦的26條城巴路線之一。1994年1月3日，配合城巴重組72、72A、72B路線，本線再提升至每天全日服務，取代72B（已取消）的服務，並於週六及假日部份班次繞經海洋公園，方便往來海洋公園的市民。2002年7月29日，延長總站至深灣，以方便深灣居民。2014年1月25日，為提高班次穩定性，所有班次不繞經海洋公園。

### 城巴592線

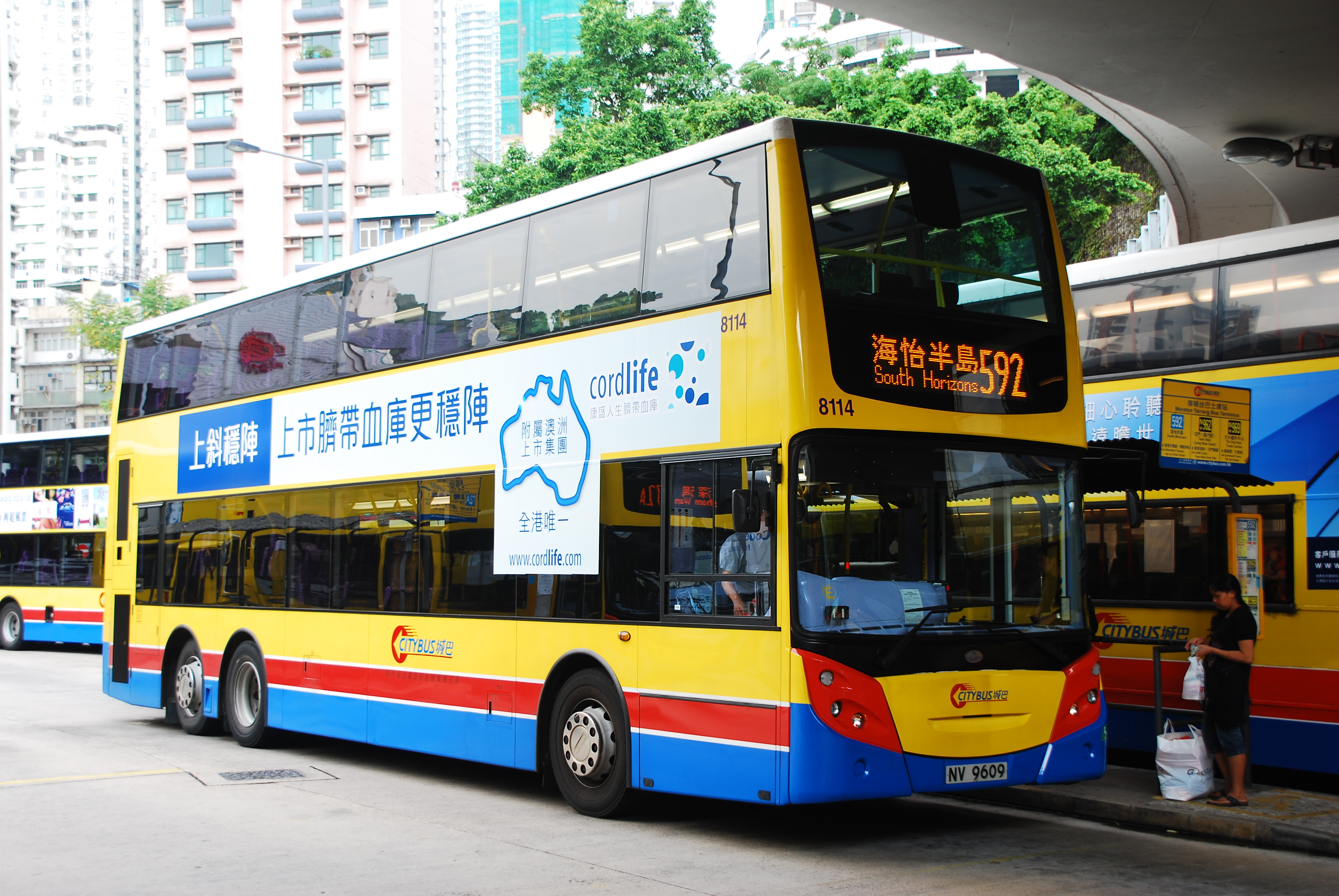
城巴592線巴士

- 海怡半島 ↔ 銅鑼灣（摩頓台）

1992年3月1日，配合海怡半島第一期入伙而投入服務，當時由中巴營辦。本線開辦時的路線與92相約，並繞經利東邨。由於當時海怡半島屬入伙初期，客量不高，約一小時才開出一班，而且巴士是與590互調運作。及至海怡半島第二及第三期入伙，本線才逐漸加密班次。99線於1994年11月28日投入服務，本線改為只於接近深夜時往海怡半島才繞經利東，1995年9月1日城巴接辦本線後，便全日不再繞經利東及減低車資（與72、90、96等線收費看齊）。城巴接辦後，由於收費及路線與92號線相若，不少原有92號線乘客流向本線，最終令92線於2012年8月20日起取消。

### 過海隧道巴士930B線
- 葵盛（東）  → 銅鑼灣（摩頓台）

提供葵盛圍往中區、金鐘及灣仔的巴士服務，於2021年12月13日投入服務，由城巴獨自經營，由930的特別班次更改重新編號而成。

### 過海隧道巴士930X線

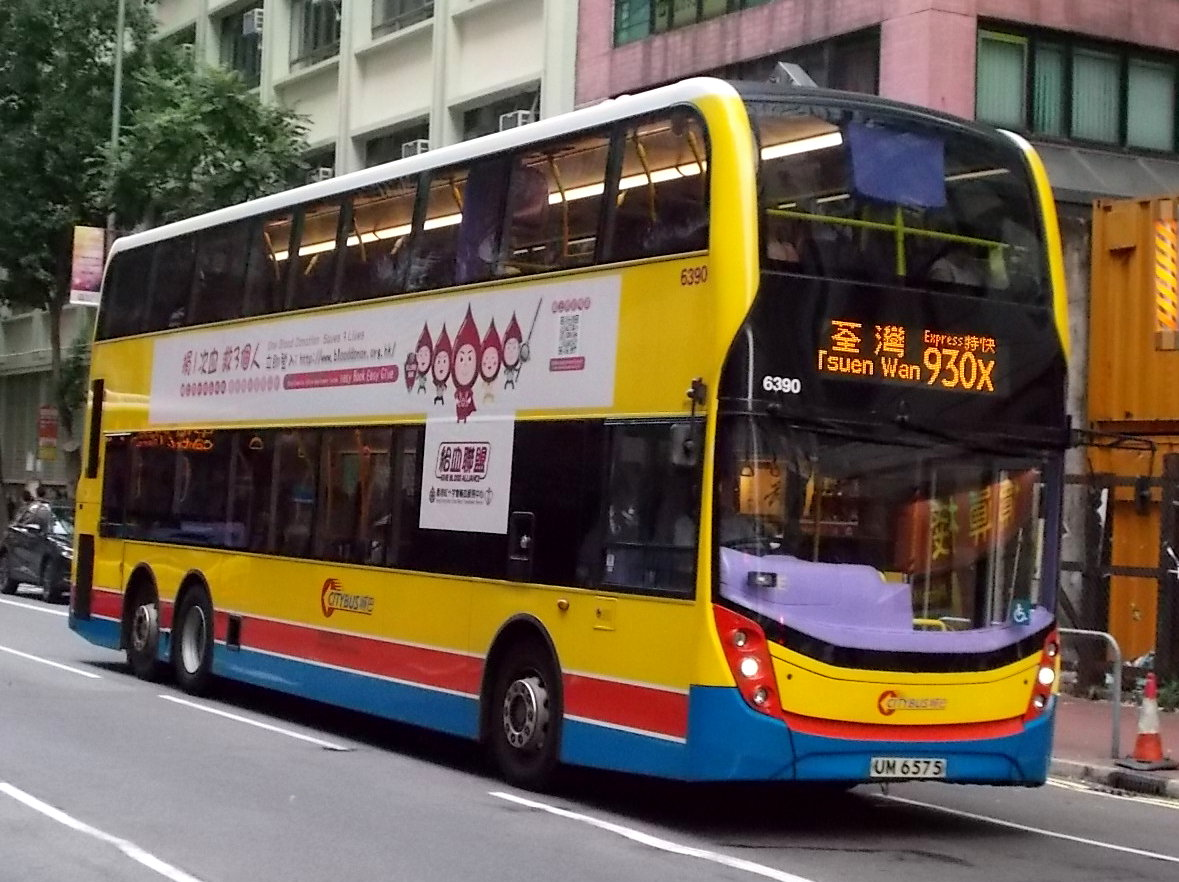
過海隧道巴士930X線巴士

- 荃灣（愉景新城） ↔ 銅鑼灣（摩頓台）

提供荃灣市中心特快往來中區、金鐘及灣仔的巴士服務，於2015年7月13日投入服務，由城巴獨自經營。2017年8月27日以此為總站，2018年11月25日提升至全日服務。

### 過海隧道巴士952線
- 屯門（置樂花園） ↔ 銅鑼灣（摩頓台）

於2004年8月23日起投入服務，前身為962B線。提供置樂花園、三聖邨、香港黃金海岸、小欖、青龍頭、浪翠園、深井來往中環、金鐘、銅鑼灣的過海隧巴服務。2004年8月23日投入服務。2006年8月28日起提升至每天全日（往港島末班車是20:45）服務。2013年10月5日起配合962線重組，以此為總站，於2022年7月25日起更改路線編號為952。

### 過海隧道巴士952P線
- 屯門（置樂花園） → 銅鑼灣（摩頓台）
- 掃管笏 → 銅鑼灣（摩頓台）

於1998年12月21日起投入服務，前身為962S線，袛於平日早上繁忙時間提供服務，主要是舒緩962青山公路中途站的乘客，同時為置樂花園居民提供首項前往港島商業中心區的專利巴士服務，於2022年7月25日起更改路線編號為952P。

### 過海隧道巴士962線

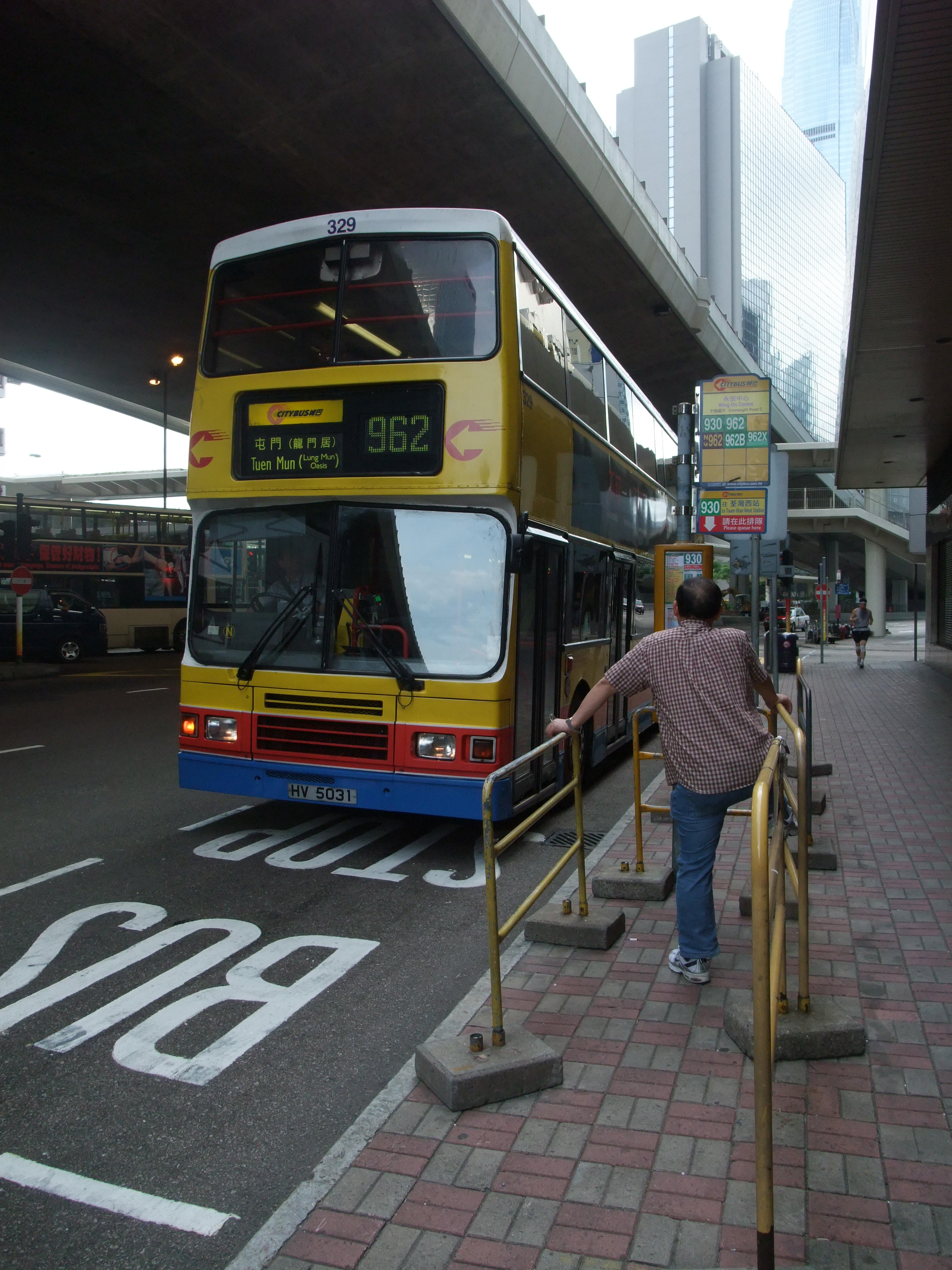
過海隧道巴士962線巴士

- 屯門（龍門居） ↔ 銅鑼灣（摩頓台）

1998年6月1日投入服務，是城巴第2條服務新界西北區的過海巴士線。本路線初時只提供平日繁忙時間單向服務，龍門居總站設於龍門路對出，其後於1998年8月17日提升至每天全日服務，並遷往龍門居永久總站。1998年9月1日銅鑼灣總站遷往天后站，後因城巴機場快線A11延長港島總站，需騰出天后地鐵站總站配合，於1998年12月20日遷回摩頓台總站，來回程並加停屯門公路轉車站。而屯門至中環渡輪，本身已受西隧通車打擊，再加上本路線的出現，乘客大量流失，終在2000年7月17日停止服務，由本路線及輔助線──城巴962A線、962P取代渡輪的地位。平日服務現由952及962X線取代。

### 過海隧道巴士962G線
- 銅鑼灣（摩頓台） → 屯門（悅湖山莊）

本路線是962的輔助線，於2019年3月25日起投入服務，本路線初時由金鐘經中環、上環往屯門南部，2023年8月21日起遷往此站為起點站經灣仔往屯門南部，只於平日黃昏繁忙時間提供服務。

### 過海隧道巴士962P線
- 屯門（龍門居） → 銅鑼灣（摩頓台）
- 業旺邨 →  銅鑼灣（摩頓台）

本路線是962的輔助線，提供平日早上由屯門南部往中環、金鐘、灣仔及銅鑼灣的過海隧巴服務，於1998年12月21日起投入服務，初時袛於平日早上提供服務，不經海榮路及青山公路，為屯門南部居民提供特快往港島的服務。在本路線早上服務時段，962號線將不繞經美樂花園及湖景邨。由於路線直接，備受居民歡迎，在早上城巴更不惜自行增加班次。2000年7月10日，本線增設由灣仔軒尼詩道開出的回程服務，繞經置樂花園。後為配合962X線投入服務，由2004年8月23日起本線取消回程，由962X線取代。

### 過海隧道巴士962X線

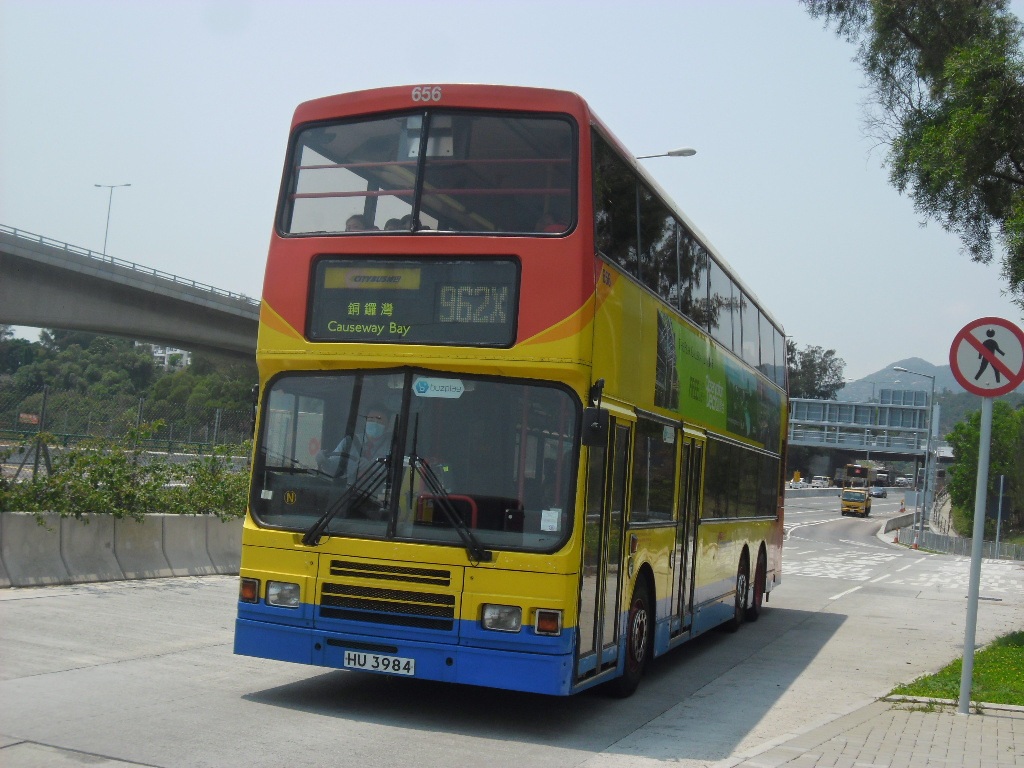
過海隧道巴士962X線巴士

- 屯門（龍門居） ↔ 銅鑼灣（摩頓台）

本路線是962的輔助線，於2004年8月23日起投入服務，提供屯門南部、三聖、置樂花園往來中環及金鐘的特快過海隧巴服務。初時只於平日早上至黃昏提供服務。2013年10月5日起配合962線重組，以此為總站，改為每日服務。

### 過海隧道巴士967N線
- 銅鑼灣（摩頓台）  → 天水圍（天恩邨）

### 過海隧道巴士967X線

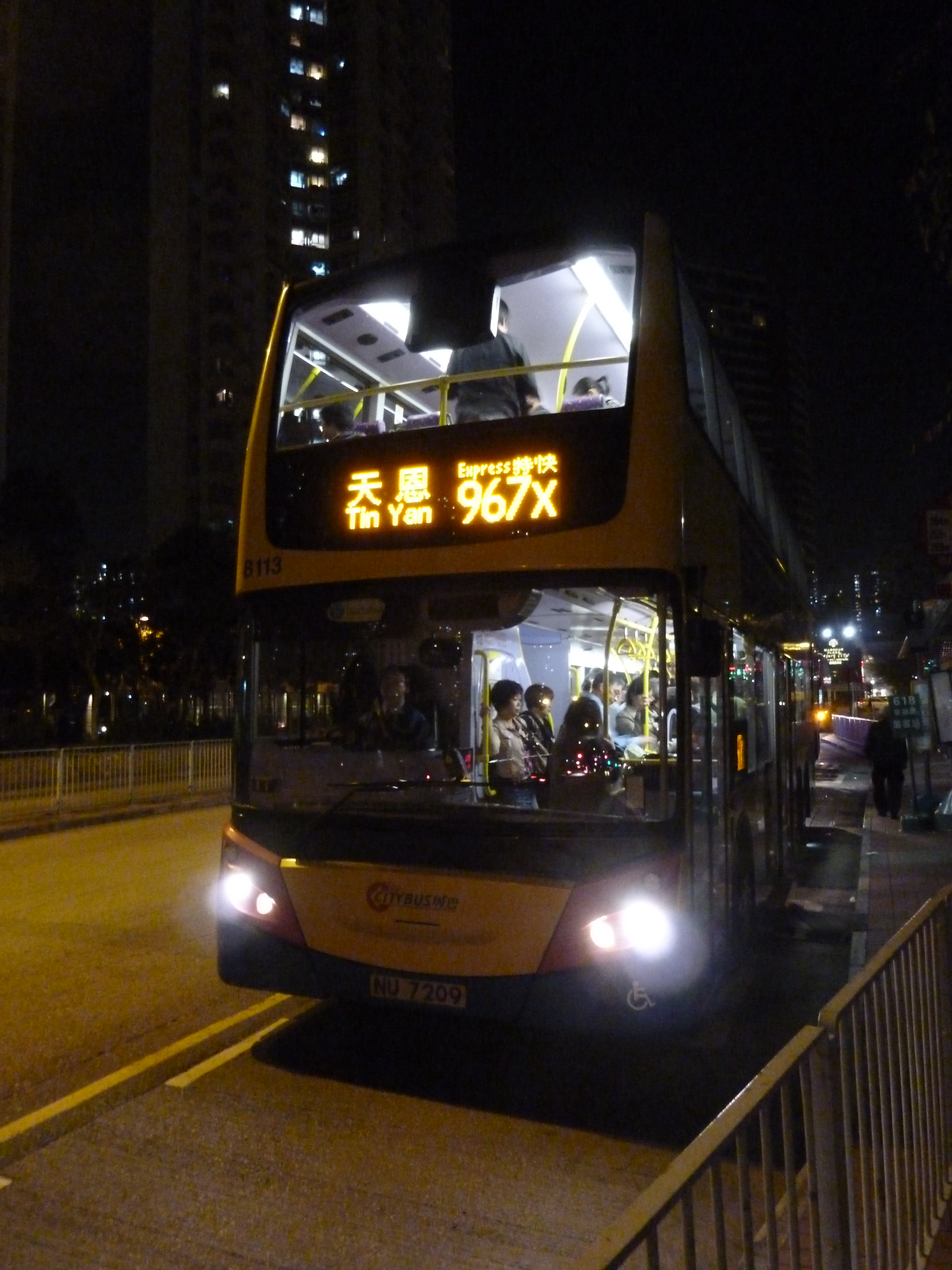
過海隧道巴士967X線巴士

- 銅鑼灣（摩頓台） → 天水圍（天恩邨）

2003年10月27日投入服務，初時只於平日早上行走，方便天頌苑及天水圍北居民以特快途徑前往灣仔北及銅鑼灣。因應天水圍北居民需求，2005年4月11日起增設星期一至五下午回程，由銅鑼灣（摩頓台）開出，取道軒尼詩道、盧押道及干諾道中後便以特快途徑開往天水圍北，並途經天龍路、天葵路及濕地公園路。2005年10月3日起配合天恩邨巴士總站啟用，下午班次總站遷往該處，早上往港島班次改經濕地公園路及天慈路，節省行車時間。2021年8月15日起，967X線往天水圍方向的服務擴展至每日晚間服務。

### 過海隧道巴士969線

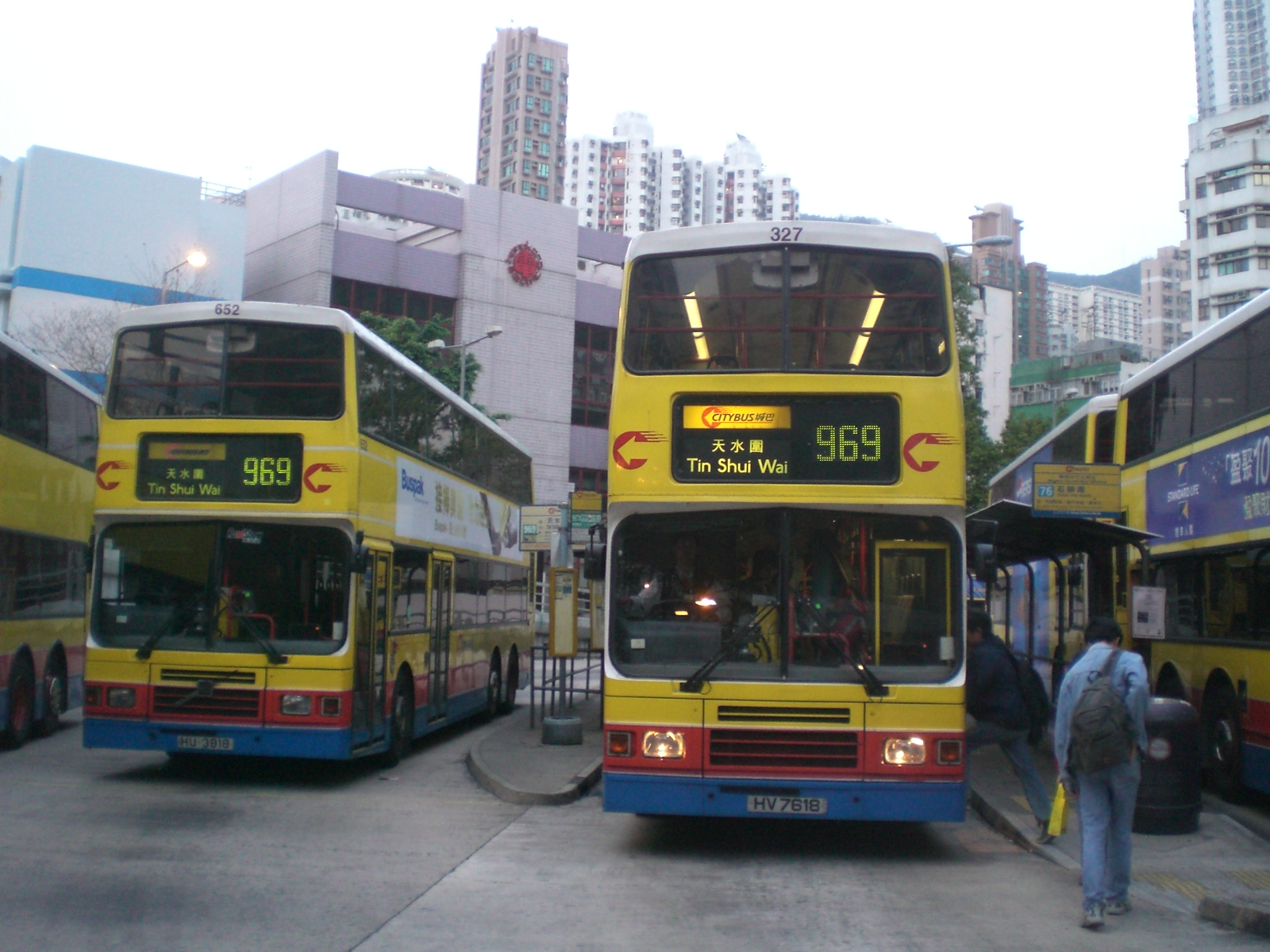
過海隧道巴士969線巴士

- 天水圍市中心 ↔ 銅鑼灣（摩頓台）（每日18:45前）
- 天水圍（天恩邨） → 銅鑼灣（摩頓台）
銅鑼灣（摩頓台）→天水圍市中心（每日18:45後）

1997年5月1日，首批西區海底隧道巴士路線投入服務，不少天水圍居民到屯門乘搭九巴960線過海，令960過份飽和，本路線原訂於三號幹線（大欖隧道）通車後才開辦，但新界西區往來港島需求殷切，便提早於1997年10月18日起投入服務，途經元朗公路及屯門公路，並提供全日服務，由城巴獨自經營，是城巴第一條往來新界西北區的專利路線，打破了新界西北路線由九巴獨大的局面。1998年5月26日，配合三號幹線郊野公園段通車，本路線來回程改經大欖隧道、汀九橋及長青隧道，不再經屯門公路及荃灣路，並降低全程收費，令行車時間大為縮短，受歡迎程度進一步增加，雖然本路線沒有提供大欖隧道轉乘優惠，但由於天水圍新市鎮人口不斷上升，因此客量一直相當高，甚至供不應求。而另一邊廂的九巴369線，因本路線的出現，乘客大量流失，於1998年9月21日起停止服務。本路線最初往港島方向途經德輔道中，後為舒緩德輔道中交通擠塞，1998年10月25日起改經干諾道中。雖然九廣西鐵（現港鐵屯馬綫）於2003年底通車後，客量或多或少受到影響，但由於乘搭港鐵需要多重轉車，而且車費較高，本線顯得直接方便，因此影響只是輕微。2003年10月27日，來回程改經天福路及朗天路，以縮短行車時間，但這個只是官式公佈改路，因為較早前配合西鐵工程，本路線往天水圍方向，早已改經朗天路。1999年起，本路線逐步與多條城巴港島路線及其他西隧過海線提供轉車優惠，使乘客能更方便地往來天水圍及港島西區、皇后大道東、跑馬地、北角、薄扶林、南區，以及本線於天水圍北未能覆蓋的地區，亦曾經成為首批擁有跨公司轉乘計劃的巴士路線。

### 過海隧道巴士969P線

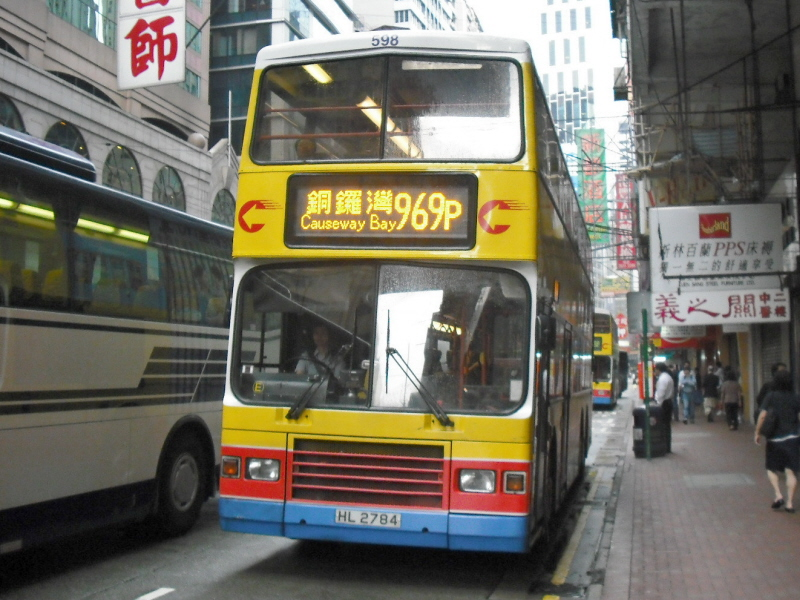
過海隧道巴士969P線巴士

- 天水圍市中心 → 銅鑼灣（摩頓台）

本路線是969的輔助線，提供天水圍（市中心、翠湖居、天華邨、天頌苑、麗湖居、美湖居、景湖居及天慈邨）往金鐘、灣仔及銅鑼灣的過海隧巴服務，於1998年8月10日投入服務，只於平日早上行走，方便天水圍居民更快往港島上班。配合天華邨及天頌苑入伙，於2000年2月28日繞經。於本線服務時間內，969號線將不繞經天葵路及天龍路。2001年12月17日，本路線改經七號幹線天橋（現為四號幹線）及畢打街隧道，與城巴969A線分流了前往上環、中區、金鐘、灣仔及銅鑼灣的乘客。2006年5月22日，969A線的最後兩班會改由本線提供，並加停中上環。2023年7月24日，所有班次繞經中上環，取代969A線上午繁忙時間服務。

### 過海隧道巴士N930線
- 荃灣（愉景新城） ↔ 銅鑼灣（摩頓台）

提供荃灣市中心、大窩口、葵涌邨、葵興及葵芳往來中區、金鐘及灣仔的通宵巴士服務，於2019年9月22日投入服務，由城巴獨自經營。

### 過海隧道巴士N952線
- 屯門（置樂花園） ↔ 銅鑼灣（摩頓台）

於2019年9月29日投入服務，前身為962N線。由城巴營運的一條路線，提供置樂花園、三聖邨、香港黃金海岸、掃管笏、小欖、青龍頭、浪翠園、深井來往中環、金鐘、銅鑼灣的通宵巴士服務，於2022年7月25日起更改路線編號為N952。

### 過海隧道巴士N962線

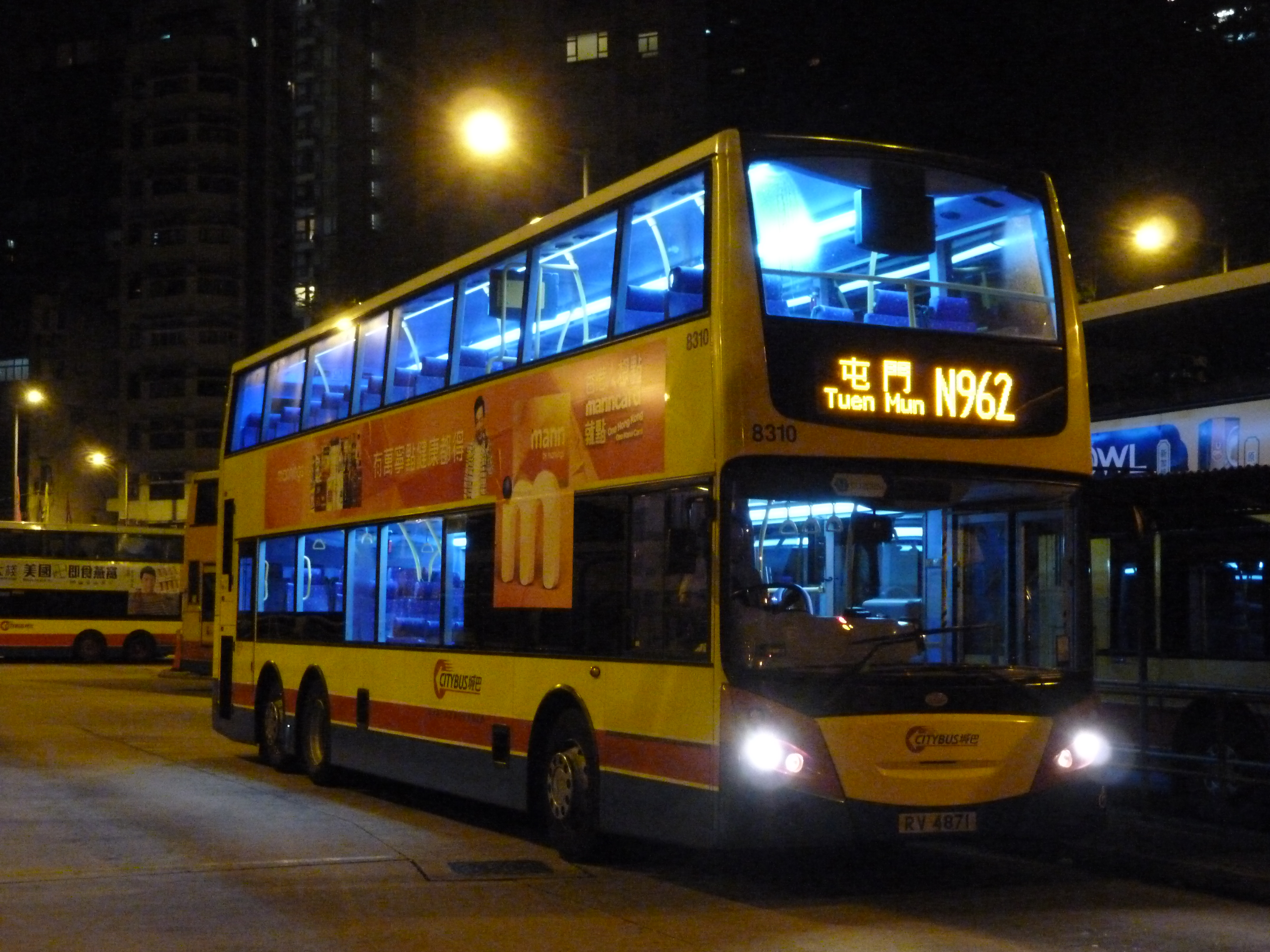
過海隧道巴士N962線巴士

- 屯門（龍門居） ↔ 銅鑼灣（摩頓台）

1998年12月25日（聖誕節凌晨）起投入服務，原為節日特別路線，袛於聖誕及農曆新年提供服務，直到2001年4月3日起擴展至每天通宵服務。本線於962號線收車後提供服務。本線目前是唯一與相應日間路線行車路線完全相同的通宵巴士路線。

### 過海隧道巴士N969、969N線

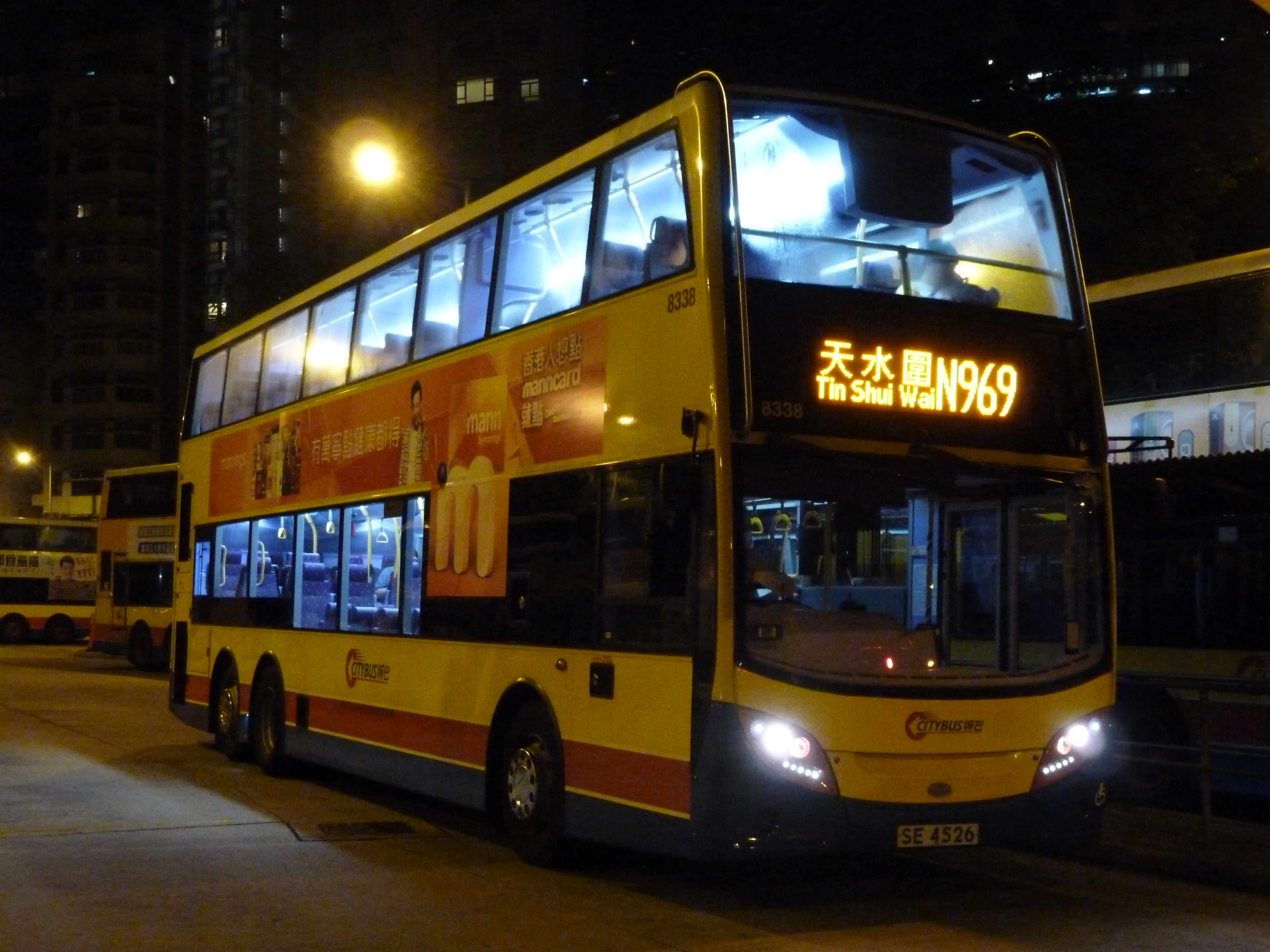
過海隧道巴士N969線巴士

N969
- 天水圍市中心 ↔ 銅鑼灣（摩頓台）

1998年8月10日起投入服務，在城巴967及969號線收車後繼續提供往來天水圍、屏山、洪水橋、藍地、屯門市中心至港島的服務。
969N（只供落客，不設回程）
- 天水圍市中心 → 銅鑼灣（摩頓台）

於2021年8月16日投入服務，由天水圍市中心單向開往銅鑼灣，前身為N969每日05:10由天水圍市中心開出之末班車改用獨立編號而成，起點及終點站與N969相同，不同的是，本線仍維持途經元朗公路及大欖隧道，只於每日05:10開出一班車。

## 總站路線資料 (只限特定日子服務)

### 過海隧道巴士967N線
- 銅鑼灣（摩頓台）  → 天水圍（天恩邨）

### 過海隧道巴士R930線
- 荃灣（愉景新城） → 銅鑼灣（摩頓台）

### 過海隧道巴士R962線
- 屯門（龍門居） → 銅鑼灣（摩頓台）

2010年2月28日起投入服務，配合渣打馬拉松十公里賽事參賽人數不斷增加而開辦，同時可以舒緩常規通宵路線N962的壓力。

### 過海隧道巴士R969線
- 天水圍市中心 → 銅鑼灣（摩頓台）

2010年2月28日起投入服務，配合渣打馬拉松十公里賽事參賽人數不斷增加而開辦，同時可以舒緩常規通宵路線N969線的壓力。

## 過往總站路線資料（巴士）
- 城巴A11線
- 城巴E11線
- 城巴E11S線 (第一代)
- 城巴N11線
- 過海隧道巴士962B線
- 過海隧道巴士962S線
- 過海隧道巴士962N線
- 城巴76線
- 城巴96線

## 利用狀況
有大量新界西北長程路線和往南區的大型路線，及鄰近多所學校、香港中央圖書館和維多利亞公園，所以有很多人使用。

## 外部連結
- 銅鑼灣（摩頓台）巴士總站 （页面存档备份，存于），城巴／新巴